# Other People
Other People és una pel·lícula de comèdia dramàtica estatunidenca del 2016 escrita i dirigida per Chris Kelly en el seu debut com a director. La pel·lícula és protagonitzada per Jesse Plemons, Molly Shannon, Bradley Whitford, Maude Apatow, Madisen Beaty, John Early, Zach Woods, Josie Totah, i June Squibb. És una mirada semi-autobiogràfica a la família de Kelly.
La pel·lícula es va estrenar al Festival de Cinema de Sundance el 21 de gener de 2016. La pel·lícula fou estrenada el 9 de setembre de 2016 per Vertical Entertainment.

## Argument
David Mulcahey (Jesse Plemons), un escriptor de comèdia en dificultats, se'n va a Sacramento per tenir cura de la seva mare Joanne (Molly Shannon), diagnosticada d'un leiomiosarcoma rar. La pel·lícula abasta un any seguint la família Mulcahey mentre s'enfronten al diagnòstic de càncer de Joanne.
De tornada a la llar de la seva infància, David es retroba amb el seu pare conservador Norman (Bradley Whitford), i les seves dues germanes petites Alexandra (Maude Apatow) i Rebeccah (Madisen Beaty). Té una relació tensa amb el seu pare, que encara es nega a acceptar la sexualitat de David deu anys després de la seva sortida de l'armari. Fa poc havia trencat amb el seu xicot, Paul (Zach Woods).
No volent molestar la seva mare, en David li diu a la família que encara estan junts. També es retroba amb el seu amic de secundària Gabe (John Early), i coneix l'extravagant germà de Gabe, Justin (Josie Totah. Mentrestant, la Joanne continua amb la quimioteràpia, tot i que odia el tractament i finalment decideix deixar de fumar quan la quimioteràpia demostra ser ineficaç. Mentre parlava amb David sobre la seva decisió de renunciar, la Joanne demana disculpes per la seva reacció inicial a la sortida de l'armari; Ell la perdona.
Al juliol, la Joanne i la família fan un viatge a Nova York per assistir a l'espectacle d'improvisació de David. A l'espectacle coneix un director artístic, que l'informa d'un nou programa de l'ABC que busca escriptors. Animat, David comença a treballar en un script spec. Mentrestant, després de consultar amb Paul, porta la família a l'apartament d'en Paul amb el pretext que encara mantenen una relació; Norman es nega a entrar a l'apartament i es queda enrere. Això consterna David, que esperava que havia començat a acceptar més la seva sexualitat. David passa la nit amb Paul i acaben tenint sexe.
A l'octubre, la salut de Joanne s'està deteriorant ràpidament i és ingressada a un hospici. David lluita per fer front a la seva mort imminent; mentre li compra medicaments a una botiga, té una breu crisi davant d'un empleat. Durant la missa, David surt enutjat en descobrir que un altre escriptor va rebre el càrrec d'ABC. Quan Norman el segueix fora de l'església, un David enfurismat revela la seva ruptura amb Paul, assenyala la negativa de Norman a reconèixer la seva sexualitat i es pregunta com serà el futur després que Joanne mori. Li diu al seu pare que quan la Joanne mori, vindrà en Paul.
Una nit, la Joanne rellisca accidentalment a la dutxa i és assistida per David. Comparteixen un petit moment, amb la Joanne agraint-li haver tornat a Sacramento i confiant-li la seva futura mort. La Joanne revela que es veu en cadascun dels seus fills, i li diu al David: "Quan em trobis a faltar i em vulguis veure, només tornes a casa i veus les teves germanes". En David, entre llàgrimes, promet cuidar de l'Alexandra i la Rebecca i l'abraça.
Al desembre, Joanne, envoltada de la seva família, mor al seu llit de mort. Norman paga el bitllet d'avió de Paul a Sacramento. La pel·lícula acaba amb David unint-se a Norman, Alexandra i Rebeccah en un dormitori, on tots dormen.

## Repartiment
- Jesse Plemons com a David Mulcahey
- Molly Shannon com a Joanne Mulcahey
- Bradley Whitford com a Norman Mulcahey
- Maude Apatow com a Alexandra Mulcahey
- John Early com a Gabe
- Zach Woods com a Paul
- Madisen Beaty com a Rebeccah Mulcahey
- Josie Totah com a Justin
- June Squibb com a Ruth-Anne
- Paul Dooley com a Ronnie
- Retta com a Nina
- Matt Walsh com a Steve
- Paula Pell com a tia Patti
- Colton Dunn com a Dan
- Mike Mitchell com a Donnie
- Nicole Byer com a Charlie
- Lennon Parham com a Vicki
- Rose Abdoo com a Anne
- D'Arcy Carden com a Jessica
- Drew Tarver com a Craig

## Producció
La pel·lícula es basa vagament en la mort de la mare de Kelly el 2009. Kelly va optar per començar la pel·lícula deliberadament mostrant el personatge de Molly Shannon morint "perquè no volia que la pel·lícula parlés sobre:" Bé, morirà o no morirà? oi?'" també va assenyalar que marca el to per a la resta de la pel·lícula. Shannon va ser una opció inicial per a Kelly, els seus responsables van expressar dubtes sobre això, encara que des d'una etapa inicial. Kelly va assenyalar que Shannon a la pel·lícula s'assembla a la seva pròpia mare: "No miro la pel·lícula i veig el meu pare així, ni a mi mateix, ni a les meves germanes, però sí que veig a la meva mare, i va ser una mica casual". afegint que s'havia sentit estrany dirigint-la a causa de les similituds. Originalment es va pensar en Sissy Spacek per interpretar a Joanne.

## Estrena
La pel·lícula es va estrenar al Festival de Cinema de Sundance el 21 de gener de 2016. Va ser la pel·lícula de la nit d'obertura al Festival Internacional de Cinema de San Diego i de la nit de clausura a l'OUTFEST.També es va projectar als festivals de cinema de Dallas, Sarasota, Seattle, Nantucket, Sundance London Praga i Brno.
El febrer de 2016, Netflix va adquirir els drets de reproducció de la pel·lícula arreu del món. Al mateix temps, Vertical Entertainment va adquirir els drets d'estrena a sales estatunidenques de la pel·lícula i tenia previst estrenar la pel·lícula a la tardor per a una campanya dirigida als Oscars 2017. La pel·lícula fou estrenada el 9 de setembre de 2016.

## Recepció crítica
Other People va rebre revisions positives de la crítica. Té una puntuació d'aprovació del 85% al lloc web agregador de ressenyes Rotten Tomatoes, basat en 59 ressenyes, amb una puntuació mitjana de 7,1/10. El consens crític del lloc diu: "Other People resisteix el melodrama fàcil, recompensant els espectadors amb una mirada intel·ligent i subtil a la dinàmica familiar amb un repartiment talentós i una combinació finament calibrada de moments seriosos i divertits." A Metacritic, la pel·lícula té una puntuació de 68 sobre 100, basada en 23 crítics, que indica "crítiques generalment favorables".
A la seva ressenya de la pel·lícula, The Hollywood Reporter va declarar: "Encarna amb habilitat el fill amorós, un escriptor de comèdia que es preocupa en silenci perquè la seva vida s'esfondra fins i tot sense tenir el càncer de la mare a la foto, Jesse Plemons ho fa en la promesa que ha mostrat en tants papers secundaris des del seu avenç a Friday Night Lights." La revista New York va elogiar l'actuació de Shannon i l'actuació secundària de Totah, descrivint la seva actuació de la següent manera: "L'actor infantil només apareix en dues de les escenes d'Other People, hi interpreta l'extravagant germà petit del millor amic de Plemons, però fa el que la majoria d'ells: Totah entra en la seva primera escena casualment colpint sls Plemons molt més vells i després passa la seva segona escena en arrossegament, posant en escena una actuació exagerada i plena de girs per a la seva família desconcertada."

## Premis
Molly Shannon va guanyar la millor dona secundària als Premis Independent Spirit del 2017, mentre que Jesse Plemons va ser nominada com a millor protagonista masculí; Chris Kelly al millor primer guió; i Chris Kelly, Sam Bisbee, Adam Scott i Naomi Scott a la millor primera pel·lícula. La pel·lícula va guanyar el premi del públic a la millor pel·lícula narrativa al Festival de cinema de Nantucket. També va guanyar el Premi Diversitat al XVI Festival Internacional de Cinema Gai i Lèsbic de Barcelona